# IJshoenders
IJshoenders of zuidpoolkippen (Chionidae) zijn een familie van vogels uit de orde Steltloperachtigen. Zij komen alleen voor in het Antarctisch gebied en de subantarctische eilanden.

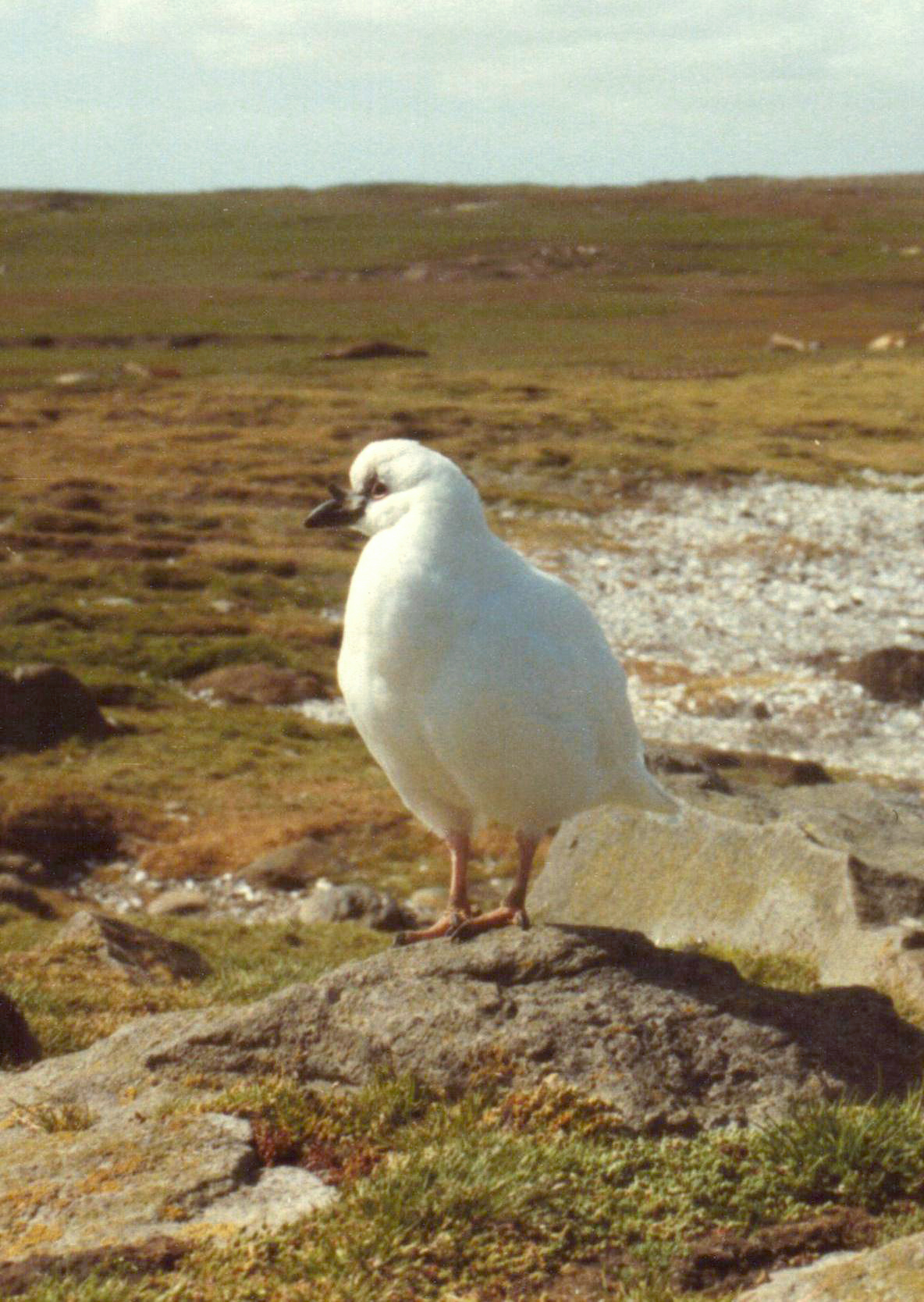
Klein ijshoen (Chionis minor)

## Kenmerken
Er zijn twee soorten die sterk op elkaar lijken. Beide zijn geheel wit gekleurd en ongeveer even groot.

## Leefwijze
De zuidpoolkippen vormen een soort schakel tussen steltlopers en meeuwen, maar ze lijken ook op duiven. Het zijn geen actieve vogels. Meestal scharrelen ze rond op stranden tussen afval of op zoek naar kadavers. Hierbij worden als pretadoren ook kuikens van andere vogels niet ontzien. Ze kunnen ook zwemmen en worden soms waargenomen op ijsschotsen ver uit de kust. Ze hebben een fladderende vlucht met ronde vleugels.

## Verspreiding en leefgebied
De zuidpoolkip komt voor op het Antarctisch Schiereiland, Falkland eilanden, Zuid-Georgië en nog een paar subantarctische eilanden tussen Zuid-Amerika en Antarctica. Het klein ijshoen (of kleine zuidpoolkip) komt voor op een aantal subantarctische eilanden in de Indische Oceaan zoals Marioneiland, Prins Edwardeiland, Kerguelen en Heardeiland.

## Taxonomie
Uit moleculair genetisch onderzoek sinds 2003 aan de fylogenie van de steltloperachtigen blijkt dat de ijshoenders, samen met de Magelhaenplevier en de grielen (Burhinidae) een eigen clade vormen binnen de orde Charadriiformes.
De familie telt één geslacht en twee soorten.
- Geslacht Chionis
  - Chionis albus – Zuidpoolkip
  - Chionis minor – Klein ijshoen

Vechtkwartels · Jacana's · Goudsnippen · Krabplevieren · Scholeksters · Ibissnavels · Steltkluten en kluten · Grielen · Renvogels en vorkstaartplevieren · Kieviten en plevieren · Magelhaenplevieren · Strandlopers en snippen · Kwartelsnippen · Trapvechtkwartels · Goudsnippen · IJshoenders · Jagers ·Pluvianidae (krokodilwachter) · Meeuwen, schaarbekken en sterns · Alken